# Оливетский, Борис Александрович
Борис Александрович Оливетский (24 марта 1897 — 12 декабря 1957, Москва) — советский военачальник, генерал-майор инженерных войск (1942). Начальник Военно-инженерной Краснознамённой академии имени В. В. Куйбышева (1943—1945).

## Биография
Родился 24 марта 1897 года в селе Михаила Архангела (Октябрьское) Санкт-Петербургской губернии. В 1924 году село Михаила Архангела было переименовано в село Октябрьское, а в 1933 году оно было включено в черту города Волховстрой, современное название — город Волхов.
С 1919 года призван в ряды РККА и направлен красногвардейцем на Южный фронт, участник Гражданской войны в качестве комиссара красногвардейского отряда. с 1923 по 1925 год обучался в Ленинградской Краснознамённой военно-инженерной школе, после окончания был оставлен в этом училище в должности командира учебного взвода. По воспоминаниям будущего генерала армии и министра обороны Болгарии П. Г. Панчевского:

 Через несколько дней после прибытия в школу к нам пришёл командир взвода Борис Александрович Оливетский — высокий, подтянутый, с отличной военной выправкой. Он был участником гражданской войны, имел солидную общую и политическую подготовку, отличался большой культурой. Наш первый командир взвода глубоко интересовался тем, как и где мы жили, как и где учились, какое участие принимали в борьбе партии и нашего народа. Он подробно расспрашивал о Сентябрьском восстании и под конец спросил, как относятся к нам товарищи, привыкли ли мы к русской кухне.
— А как с русским языком? Понимаете, что вам преподают? — поинтересовался он. Перебивая друг друга, мы сказали, что всё понимаем, что русский язык учили ещё в школе и что мы всем довольны
С 1928 по 1931 год обучался в Военно-технической академии имени Ф. Э. Дзержинского. С 1931 по 1935 год обучался в Военно-инженерной академии. С 1939 по 1941 год на педагогической работе в Военно-инженерной академии на кафедре долговременной фортификации, одновременно с педагогической занимался научной работой в Научно-техническом совете Инженерного комитета сухопутных сил РККА в качестве председателя фортификационной секции, занимался исследованиями в области проектирования, испытаний и возведений опытных фортификационных долговременных укрепрайонов и сооружений для них.
С 28 октября 1941 года участник Великой Отечественной войны в должности начальника инженерных войск — заместитель командующего 49-й армии в составе Западного фронта, в составе армии участвовал в Можайско-Малоярославецкой операции и в контрнаступлении под Москвой, освобождал Юхнов, Смоленск, Ельню. С передачей полосы обороны 32-й армии 49-я армия была передислоцирована в район Калуги на Можайскую линию обороны, где Б. А. Оливетский занимался руководством инженерных частей и организацией инженерного обеспечения при выполнении задач по укреплению обороны инженерными сооружениями. С 1942 по 1943 год — начальник Управления оборонного строительства Главного военно-инженерного управления РККА, занимался общим руководством фронтовых инженерных управлений по оборонному строительству, в том числе на Донском, Сталинградском, 1-м и 2-м Украинских фронтах. 10 ноября 1942 года Постановлением СНК СССР ему было присвоено воинское звание генерал-майор инженерных войск.
С 1943 по 1945 год — начальник Военно-инженерной Краснознамённой академии имени В. В. Куйбышева. 24 июня 1945 года на Параде Победы находился во главе парадной колонны Военно-инженерной Краснознамённой академии имени В. В. Куйбышева. С 1947 по 1951 год — начальник фортификационного факультета, с 1951 по 1957 год — заместитель начальника Военно-инженерной Краснознамённой академии имени В. В. Куйбышева по учебной и научной работе.
Скончался 12 декабря 1957 года в Москве, похоронен на участке № 5 кладбища Новодевичьего монастыря.

## Награды
- Орден Ленина (21.02.1945)
- три ордена Красного Знамени (04.04.1943, 03.11.1944, 15.11.1950)
- Орден Отечественной войны I степени (20.06.1944)
- Орден Красной Звезды (21.07.1942)
- Медаль «За оборону Москвы»
- Медаль «За оборону Сталинграда»
- Медаль «За победу над Германией в Великой Отечественной войне 1941—1945 гг.»[10][11]